# New Deal (Texas)
New Deal è un centro abitato degli Stati Uniti d'America situato nella contea di Lubbock dello Stato del Texas.
La popolazione era di 794 persone al censimento del 2010. Fa parte dell'area metropolitana di Lubbock.

## Geografia fisica
New Deal si trova nelle alte pianure del Llano Estacado, appena a nord di Lubbock, a 33°44′03″N 101°50′09″W (33.734048, -101.835862).
Secondo lo United States Census Bureau, ha un'area totale di 1,1 miglia quadrate (2,9 km²), di cui 0,015 miglia quadrate (0,04 km²), o 1,25%, d'acqua.

## Società

### Evoluzione demografica
Secondo il censimento del 2000, c'erano 708 persone, 235 nuclei familiari e 192 famiglie residenti nella città. La densità di popolazione era di 684.1, per miglio quadrato (265,4/km²). C'erano 262 unità abitative a una densità media di 253,2 per miglio quadrato (98,2/km²). La composizione etnica della città era formata dal 74,72% di bianchi, lo 0,99% di afroamericani, lo 0,14% di nativi americani, il 21,47% di altre razze, e il 2,68% di due o più etnie. Ispanici o latinos di qualunque razza erano il 41,10% della popolazione.
C'erano 235 nuclei familiari dei quali il 46,8% aveva figli di età inferiore ai 18 anni, il 62,1% aveva coppie sposate conviventi, il 14,5% aveva un capofamiglia femmina senza marito, e il 17,9% erano non-famiglie. Il 16,2% di tutti i nuclei familiari erano individuali e il 5,1% aveva componenti con un'età di 65 anni o più che vivevano da soli. Il numero di componenti medio di un nucleo familiare era di 3,01 e quello di una famiglia era di 3,35.
C'erano il 34,2% di persone sotto i 18 anni, il 9,5% di persone dai 18 ai 24 anni, il 30,2% di persone dai 25 ai 44 anni, il 17,7% di persone dai 45 ai 64 anni, e l'8,5% di persone di 65 anni o più. L'età media era di 30 anni. Per ogni 100 femmine c'erano 104,6 maschi. Per ogni 100 femmine dai 18 anni in giù, c'erano 87,1 maschi.
Il reddito medio per nucleo familiare era di 38.077 dollari, e il reddito medio per famiglia era di 40.573 dollari. I maschi avevano un reddito medio di 25.625 dollari contro i 19.091 dollari delle femmine. Il reddito pro capite era di 12.695 dollari. Circa l'11,8% delle famiglie e il 15,3% della popolazione erano sotto la soglia di povertà, incluso il 25,6% di persone sotto i 18 anni e il 19,8% di persone di 65 anni o più.